# Olga Borodina
Pour les articles homonymes, voir Borodina.
Olga Vladimirovna Borodina (en russe : Ольга Владимировна Бородина), née le 29 juillet 1963 à Léningrad (URSS), est une mezzo-soprano russe. 
Étudiante au Conservatoire de Léningrad, elle est remarquée par le chef d'orchestre Valery Gergiev qui lui permet, en 1987, de faire ses débuts au sein de la compagnie du Théâtre Mariinsky (appelé en ce temps-là Théâtre Kirov), où elle incarne notamment Marina Mniszek.
À l'étranger, elle fait ses débuts en 1992 dans Samson et Dalila à Covent Garden avec Plácido Domingo, pour ensuite enchaîner les succès sur les scènes internationales, dans les grands rôles du répertoire comme Dalila, Carmen, Eboli (Don Carlo), Amneris (Aida), Angelina (La Cenerentola), Marguerite (La Damnation de Faust), Marfa (La Khovanchtchina), ou encore la princesse de Bouillon dans Adriana Lecouvreur, rôle qui marque ses débuts à La Scala de Milan en 1999.  

## Discographie
- Berlioz : Roméo et Juliette / Colin Davis
- Berlioz : La Mort de Cléopâtre / Valery Gergiev
- Borodine : Le Prince Igor / Gergiev
- Cilea : Adriana Lecouvreur / Brignoli (DVD)
- Moussorgski : Boris Godounov / Gergiev
- Moussorgski : La Khovanchtchina / Gergiev
- Prokofiev : Alexandre Nevski / Gergiev
- Prokofiev :  Guerre et Paix / Gergiev
- Rachmaninov : Vêpres / Nikolaï Korniev
- Rimsky-Korsakov : La Fiancée du tsar / Gergiev
- Saint-Saëns : Samson et Dalila / James Levine (DVD)
- Saint-Saëns : Samson et Dalila / Colin Davis
- Stravinsky : Pulcinella / Bernard Haitink
- Tchaïkovski : Eugène Onéguine / Semyon Bychkov
- Tchaïkovski : La Dame de pique / Gergiev
- Tchaïkovski : None But The Lonely Heart (mélodies) / Larissa Gergieva
- Verdi : Aida / Harnoncourt
- Verdi : Don Carlo / Bernard Haitink
- Verdi : La Forza del destino / Gergiev
- Verdi : Messa da requiem / Gergiev
- Verdi : Messa da requiem / Riccardo Muti
- Arias / Carlo Rizzi
- Songs of Desire (Rimsky-Korsakov, Borodine, Cui, Moussorgski, Balakirev) / Larissa Gergieva
- Arias/Duets / avec Dmitri Hvorostovsky
- Bolero : A Spanish Songbook / Semyon Skigin
- Russian Christmas / Nikolaï Korniev